# Ocqueville
Ocqueville – miejscowość i gmina we Francji, w regionie Normandia, w departamencie Sekwana Nadmorska.
Według danych na rok 1990 gminę zamieszkiwało 380 osób, a gęstość zaludnienia wynosiła 43 osoby/km² (wśród 1421 gmin Górnej Normandii Ocqueville plasuje się na 544. miejscu pod względem liczby ludności, natomiast pod względem powierzchni na miejscu 413.).